# Paul Anderson (rugby à XIII)
Pour les articles homonymes, voir Paul Anderson et Anderson.

a Compétitions nationales et continentales officielles uniquement.

b Matchs officiels uniquement.
Paul Anderson, né le 25 octobre 1971 à Castleford (Angleterre), est un ancien joueur de rugby à XIII évoluant au poste de pilier reconverti entraîneur. En tant que joueur, il a été international anglais et britannique, et a remporté la Super League avec le club de Bradford et de St Helens. Après avoir pris sa retraite sportive, il devient l'entraîneur d'Huddersfield.

## Palmarès

### Palmarès de joueur
- Coupe du monde :
  - Finaliste : 2000 (Angleterre).
- World Club Challenge :
  - Vainqueur : 2002 & 2004 (Bradford).
- Super League :
  - Vainqueur : 1997, 2001, 2003 & 2005 (Bradford) & 2006 (St Helens).
  - Finaliste : 1999, 2002 & 2004 (Bradford).
- Challenge Cup :
  - Vainqueur : 2000 & 2003 (Bradford) & 2006 (St Helens).
  - Finaliste : 2001 (Bradford).